# Arthur W. Overmyer
Arthur Warren Overmyer (31 de mayo de 1879 – 8 de marzo de 1952) fue un Representante estadounidense por Ohio y juez de la Corte de Apelaciones de Ohio. 

## Biografía
Nacido en Lindsey, Ohio, Overmyer asistió a las escuelas públicas así como al Colegio Luterano Lima.  Fue profesor de escuela y más tarde se graduó por la Universidad de Derecho de Northern Ohio, en Ada en 1902.  Ese mismo año fue admitido al Colegio de Abogados y comenzó sus prácticas en Fremont.  Se desempeñó como secretario de la Junta de Salud de Fremont en el período 1907-10, y como procurador de la ciudad  de 1910 a 1914. 
Fue elegido como Demócrata en el 64.º y 65.º Congresos (4 de marzo de 1915 – 3 de marzo de 1919). 
Fue nombrado juez del Tribunal de Causas Comunes por el gobernador A.V. Donahey el  10 de abril de 1926, y elegido para ese cargo en noviembre del mismo año. Fue reelegido en 1930 y sirvió hasta su dimisión el 1 de diciembre de 1934, después de haber sido nombrado por el gobernador George White a una vacante en la Corte de Apelaciones del Sexto Distrito de Ohio.
Overmyer fue elegido en 1936 para un mandato de seis años. En 1942, fue elegido como presidente del Tribunal Supremo de los nueve tribunales de apelaciones de Ohio. Se retiró de los tribunales el 8 de febrero de 1943. Reanudó la práctica privada de la abogacía en Fremont, Ohio, hasta su jubilación en 1951. Murió en North Royalton, Ohio, el 8 de marzo de 1952. Fue enterrado en el cementerio de Four-Mile House cementerio, cerca de Fremont, Ohio.
Overmyer se casó con Nina Zelden Preston del condado de Hardin, Ohio, en Ada, Ohio, el 17 de junio de 1903. Tuvieron un hijo llamado Richard Preston Overmyer, nacido en 1904.  Fue un exaltado gobernador de la logia de Fremont del “Benevolent and Protective Order of Elks” (B.P.O.E.), de los Caballeros de Pitia, y luterano.